# Timothy Crooks
Timothy John Crooks (Wandsworth, 12 de mayo de 1949) es un deportista británico que compitió en remo.
Participó en dos Juegos Olímpicos de Verano en los años 1972 y 1976, obteniendo una medalla de plata en Montreal 1976 en la prueba de ocho con timonel. Ganó una medalla de plata en el Campeonato Mundial de Remo de 1974.

## Palmarés internacional
| Juegos Olímpicos   | Juegos Olímpicos  | Juegos Olímpicos | Juegos Olímpicos |
| Año                | Lugar             | Medalla          | Prueba           |
| ------------------ | ----------------- | ---------------- | ---------------- |
| 1976               | Montreal (Canadá) | Medalla de plata | Ocho con timonel |
| Campeonato Mundial |                   |                  |                  |
| Año                | Lugar             | Medalla          | Prueba           |
| 1974               | Lucerna (Suiza)   | Medalla de plata | Ocho con timonel |